# Jig

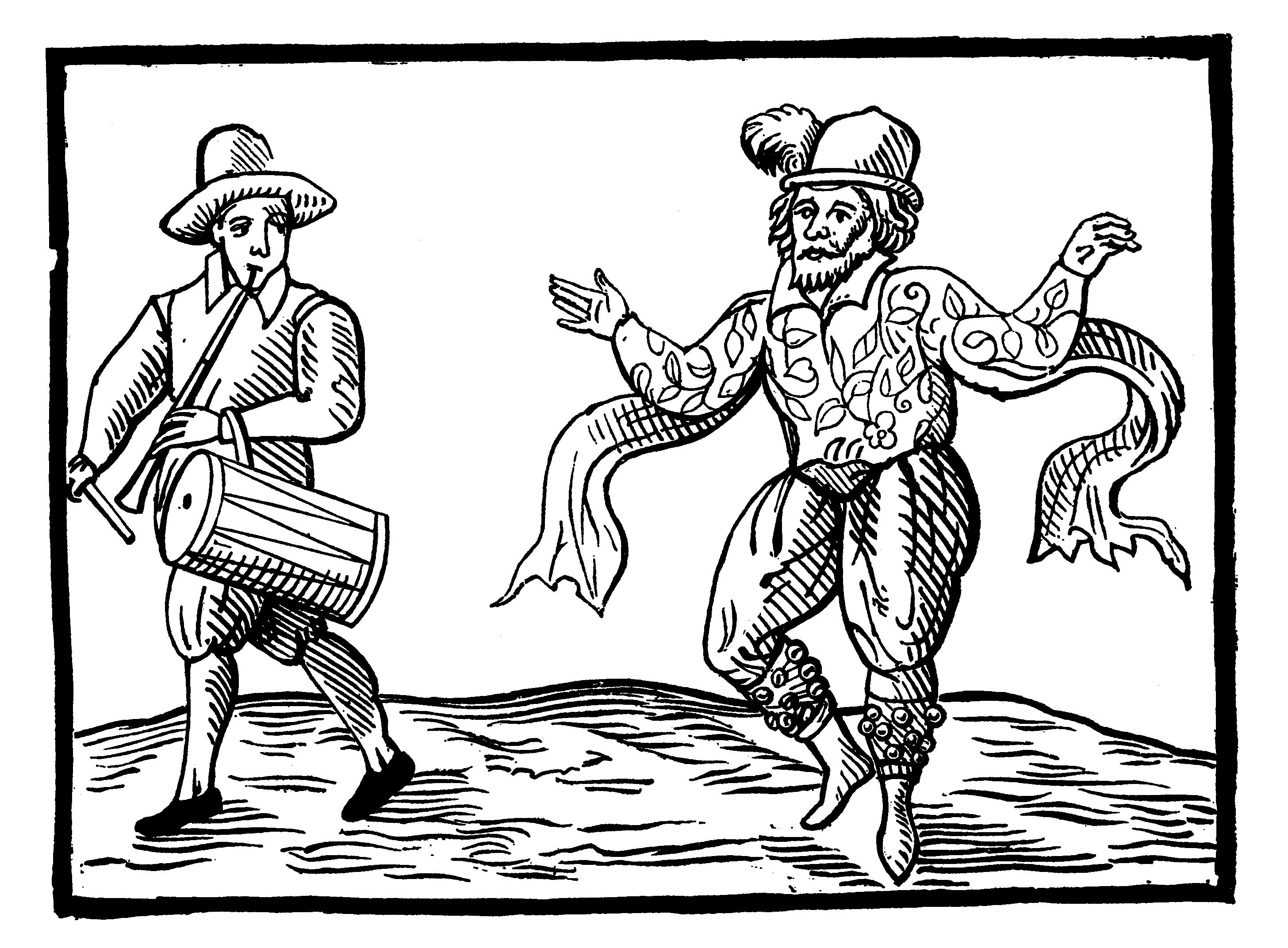
O clown elizabetano Will Kemp dançando em uma Jigg, em 1600

Jig ou Jigg é o nome genérico dado a uma pequena comédia burlesca, para de dois a cinco personagens, cantada em versos com melodias bem conhecidas, com números de danças animados; foi popular na Inglaterra e na Europa continental a partir de c.1550.
No teatro londrino era apresentada junto com divertimentos mais sérios, mas no inicio do século XVII tornou-se cada vez mais libertina, e foi transformada num número de canto e dança mais formal, ou uma farsa em prosa, forma em que continuou até o final do século XVIII.